# Felipe Sifuentes
Felipe de Jesús Sifuentes Muñoz (ur. 16 lutego 1994 w Monterrey) – meksykański piłkarz występujący na pozycji defensywnego pomocnika.